# Leusden
Leusden  è una municipalità dei Paesi Bassi di 29 700 abitanti situata nella provincia di Utrecht.